# 謝里登鎮區 (愛荷華州蘇縣)
謝里登鎮區（英語：Sheridan Township）是位於美國愛荷華州蘇縣的一個行政鎮區。

## 地方資料
根據2010年美國人口普查的數據，謝里登鎮區的面積為93.70平方千米，當中陸地面積為93.68平方千米，而水域面積為0.02平方千米。當地共有人口642人，而人口密度為每平方千米6.85人。